# Film lalkowy

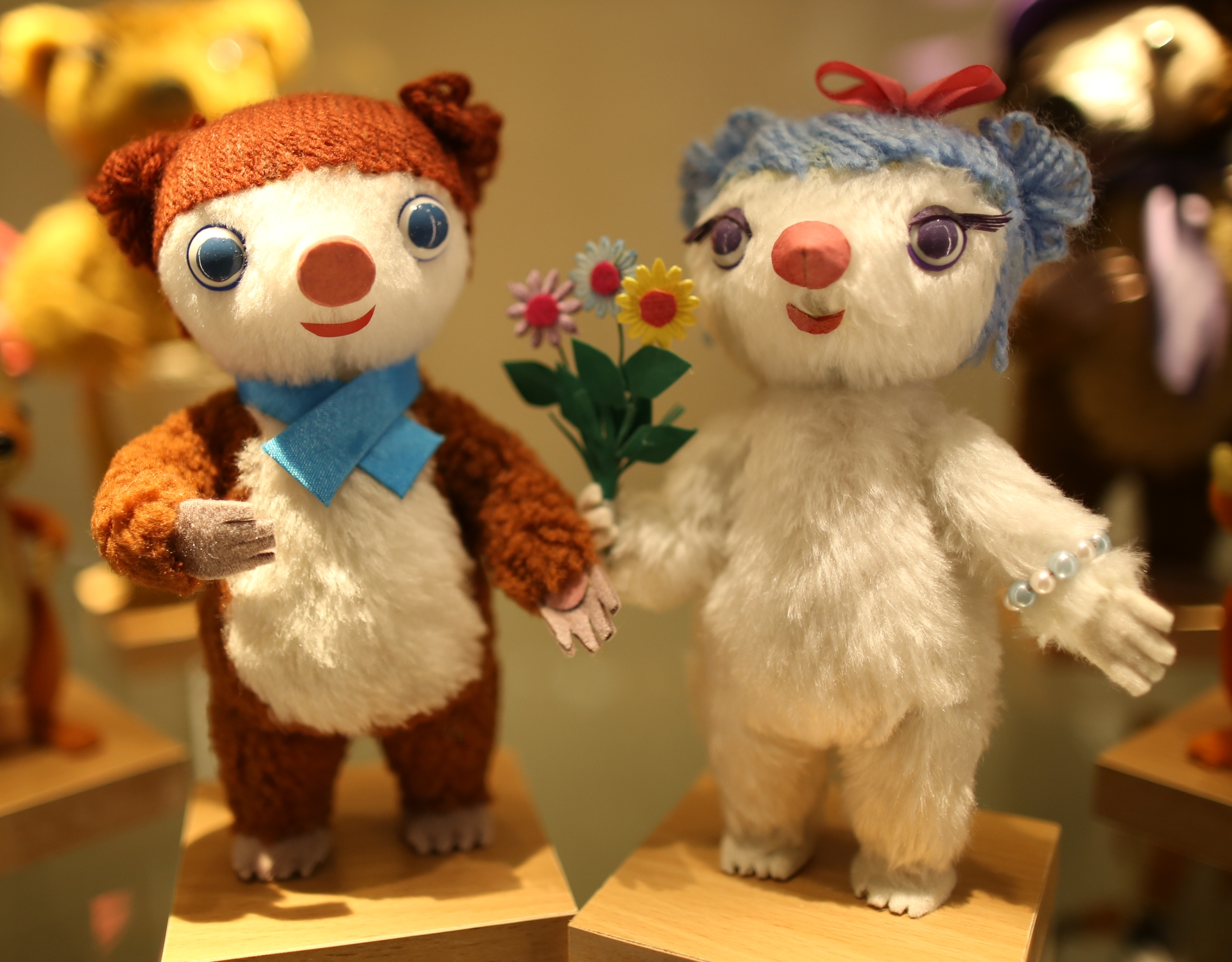
Lalki z filmu lalkowego

Film lalkowy – rodzaj filmu animowanego, w którym bohaterami są lalki ustawione wśród dekoracji i fotografowane w kolejnych fazach ruchu metodą zdjęć poklatkowych. Za pioniera podgatunku uważa się Władysława Starewicza.
Najbardziej popularnym filmem lalkowym Aleksandra Ptuszko jest Nowy Guliwer (1935), w którym sfilmował półtora tysiąca lalek.

## Wybrani twórcy
- Władysław Starewicz, Walka żuków-jelonków (1910) oraz Konik polny i mrówka (1927)
- Zenon Wasilewski, Za króla Krakusa (1947)
- Albert Barillé i Tadeusz Wilkosz, Colargol i cudowna walizka (1980)[2]
- Suzie Templeton, Piotruś i wilk (2006)